# Fischbachtal (Landschaftsschutzgebiet, Landkreis Freudenstadt)
Das Fischbachtal ist ein vom Landratsamt Freudenstadt am 18. August 2003 durch Verordnung ausgewiesenes Landschaftsschutzgebiet auf dem Gebiet der Gemeinde Loßburg im Landkreis Freudenstadt.

## Lage
Das Landschaftsschutzgebiet umfasst das Tal des Fischbachs und einiger Zuflüsse zwischen Loßburg und Glatten. Es liegt an der Grenze der Naturräume Obere Gäue und Schwarzwald-Randplatten.

## Landschaftscharakter
Der Talraum wird überwiegend von Äckern, Wiesen und Weiden bestimmt, die Talhänge sind größtenteils bewaldet. Die naturnah verlaufenden Bäche werden von schmalen Galeriewäldern gesäumt. Das Gebiet ist Ausschnitt der  für den Naturraum charakteristischen Kulturlandschaft. 

## Geschichte
Teile des Landschaftsschutzgebiets standen bereits seit 1960 durch die Verordnung des Landratsamtes Freudenstadt zum Schutz von Landschaftsteilen auf den Markungen Wittlensweiler, Lombach, Loßburg, Wittendorf und Glatten vom 21.03.1960 unter Landschaftsschutz. 

## Zusammenhängende Schutzgebiete
Das Landschaftsschutzgebiet grenzt im Norden unmittelbar an das Landschaftsschutzgebiet Oberes Glattal. Im Süden des Gebiets befindet sich ein kleines Teilgebiet des FFH-Gebiets Freudenstädter Heckengäu. Bei Ursental sind mehrere Einzelbäume als Naturdenkmale ausgewiesen. Es liegt vollständig im Naturpark Schwarzwald Mitte/Nord.